# Will-Grohmann-Preis
Der Will-Grohmann-Preis ist ein an junge Maler, Graphiker und Bildhauer vergebener Kunstpreis.
Er wird jährlich von der Berliner Akademie der Künste verliehen und ist mit 6000 Euro dotiert. Der Preis ist nach dem Kunsthistoriker und Kunstkritiker Will Grohmann benannt.

## Preisträger
- 1967 – Gerhard Altenbourg (Maler und Grafiker)
- 1968 – Joannis Avramidis
- 1969 – nicht vergeben
- 1970 – Ursula Sax
- 1971 – Walter Stöhrer
- 1972 – Erich Wiesner (Künstler)
- 1973 – Hans-Jürgen Breuste
- 1974 – Ludwig Gosewitz
- 1975 – A. R. Penck
- 1976 – Walter Pichler
- 1977 – Bernd Becher
- 1978 – Erwin Heerich
- 1979 – François Morellet
- 1980 – Laszlo Glozer
- 1981 – Nam June Paik
- 1982 – Sigmar Polke (Maler und Fotograf)
- 1983 – George Brecht
- 1984 – Manfred de la Motte
- 1985 – Timm Ulrichs
- 1986 – Joachim Bandau
- 1987 – Reiner Ruthenbeck (Bildhauer und Konzeptkünstler)
- 1988 – Dorothee von Windheim
- 1989 – Galli
- 1990 – Gerd Rohling
- 1991 – Hubert Kiecol
- 1992 – Nelly Rudin
- 1993 – Horst Bartnig
- 1994 – Reinhard Pods
- 1995 – Henning Kürschner
- 1998 – Sophie Schama
- 2000 – Rolf Wicker (Bildhauer)
- 2001 – Beate Daniel
- 2002 – Meschac Gaba
- 2003 – Isabelle Graw
- 2004 – Richard Deacon
- 2005 – Mindy Shapero
- 2006 – Christoph Brech
- 2007 – David Claerbout
- 2009 – Frank Berberich
- 2011 – Jan Wawrzyniak
- 2012 – Nasan Tur
- 2014 – Nadine Fecht
- 2018 – Kolja Reichert
- 2021 – Zoë Claire Miller